# 26 mai 1913
Le lundi 26 mai 1913 est le 146e jour de l'année 1913.

## Naissances
- Al Teeter (mort le 1er mai 1994), acteur et technicien du son américain
- Alexandre Pawlisuak (mort le 15 juillet 1990), cycliste français
- Alfred Bertrand (mort le 22 novembre 1986), homme politique belge
- André Lalande (mort le 19 octobre 1995), général français
- Annemarie Ackermann (morte le 18 février 1994), personnalité politique allemande
- Erich Bautz (mort le 17 novembre 1986), coureur cycliste
- Hervarth Frass von Friedenfeldt (mort le 20 septembre 1941), escrimeur tchécoslovaque
- Josef Manger (mort le 13 mars 1991), haltérophile allemand
- Louis Clayeux (mort le 22 juillet 2007), critique et marchand d'art français
- Peter Cushing (mort le 11 août 1994), acteur britannique
- Pierre Daninos (mort le 7 janvier 2005), écrivain et humoriste français